# آرثر كورتيس جيمس
آرثر كورتيس جيمس (بالإنجليزية: Arthur Curtiss James)‏ هو خبير مالي أمريكي، ولد في 1 يونيو 1867، وتوفي في 4 يونيو 1941.